# Heinz Manchen
Heinz Manchen (n. 2 mai 1931, Bremen, Germania – d. 20 martie 1978, Bremen, Germania) a fost un canotor german, medaliat olimpic. A participat la o ediție a Jocurilor Olimpice (1952) în care a câștigat o medalie de argint.

## Participări
Lista de mai jos prezintă principalele competiții la care a participat Heinz Manchen de-a lungul carierei.
- rowing at the 1952 Summer Olympics – men's coxed pair[*][3]